# Bella Máté
Bella Máté (Budapest, 1985. november 28. –) Junior Prima, Artisjus-, Erkel Ferenc- és Bartók Béla–Pásztory Ditta-díjas magyar zeneszerző, egyetemi oktató.
Harmincas éveire meghatározó személyévé vált a magyar zenei életnek: kortárs kompozícióit jelentős nemzetközi együttesek mutatják be, rádiók játsszák könnyűzenei és klasszikus műveit egyaránt, miközben zenés színpadi darabjai is számos helyen megszólalnak. A különböző műfajok esszenciáját megtartva hoz létre új szemléletmóddal komponált alkotásokat.

## Életútja
Szülei mindketten tanárok, dunántúliak. Három fiatalabb testvére van. Wekerlén járt óvodába és általános iskolába.
Zenei tanulmányait az Erkel Ferenc Ének-Zene Tagozatos Általános Iskolában kezdte, majd az Egyetemi Katolikus Gimnázium diákja lett, ezt követte 2001–2002-ben a Weiner Leó Zeneművészeti Szakközépiskola zeneszerzés-zongora szaka – Hajdu Lóránt és Héra András osztályában – és 2002–2006 között a Bartók Béla Zeneművészeti Szakközépiskola és Gimnázium, ahol már elsősorban a zeneszerzésre koncentrált Kocsár Miklós tanítványaként. 2006-ban, érettségi után felvették a Liszt Ferenc Zeneművészeti Egyetemre. 2009-ben az első Új Magyar Zenei Fórum legfiatalabb díjazottja volt. Az ezen elért első helyezés jelentős ismertséget és elismertséget hozott neki, ami után számos színházi felkérést is kapott.
2010-ben Chuang Tzu's Dream (Csuang-cu álma) című ensemble művével Istvánffy Benedek-díjat nyert. Ezt a kompozícióját még ugyanebben az évben Lisszabonban a Nemzetközi Zenei Tanács a „30 év alatti” kategóriában ajánlotta a világ számos komolyzenei rádiójának sugárzásra, valamint 2011-ben Budapesten a London Sinfonietta is bemutatta. 2010-ben Junior Prima díjban is részesült, amivel akkor először ismertek el zeneszerzőt. 2011-ben a Nemzeti Színház Magyar ünnep című előadáshoz írt zeneműve a „legjobb színházi zene” kategóriában megkapta a Színikritikusok Díját.

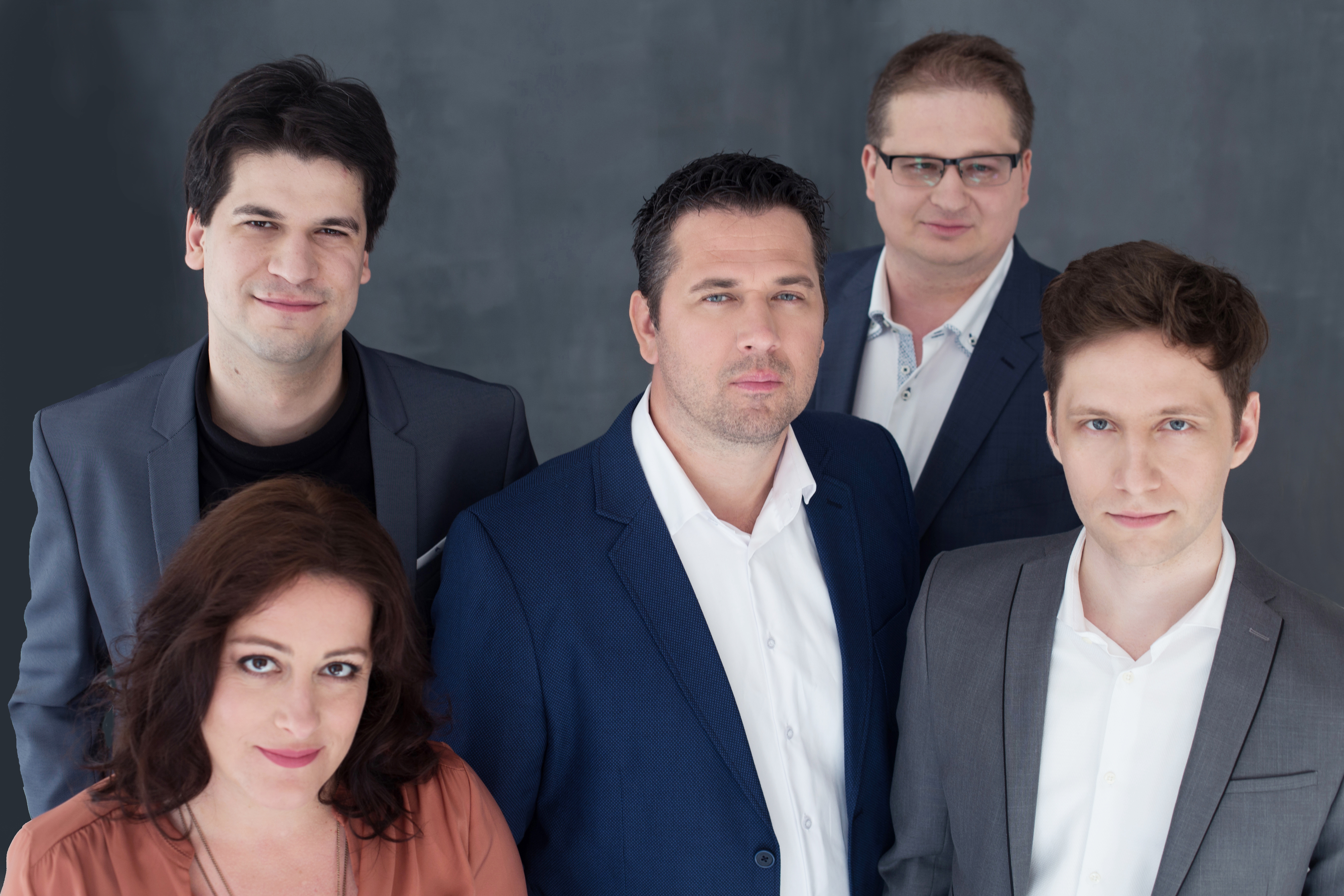
A Studio 5 tagjai(balról: Varga Judit, Virágh András Gábor, Kutrik Bence, Solti Árpád és Bella Máté)

2011-ben diplomázott a Zeneakadémia zeneszerzés szakán, Fekete Gyula növendékeként. 2013-ban Erasmus-ösztöndíjjal fél évig a krakkói Zeneakadémián tanult, Wojciech Widłak osztályában. 2014-ben egy évre elnyerte az Eötvös Péter Kortárs Zenei Alapítvány ösztöndíját, 2017-ben pedig az Új Nemzeti Kiválóság Program ösztöndíjasa volt. 2016-ban Erkel Ferenc-díjban részesült kiemelkedő zeneszerzői tevékenysége elismeréseként. A Studio 5 néven létrehozott kortárszenei alkotócsoport – ami bemutatkozó koncertje a Zeneakadémia Solti termében 2017 februárjában volt – egyik alapítója. 2018-ban DLA doktori fokozatot szerzett summa cum laude minősítéssel. 2019-ben Bartók–Pásztory-díjjal tüntették ki. 2019-től 2024-ig a Liszt Ferenc Zeneművészeti Egyetem adjunktusa, 2024-től egyetemi docense. 
Műveit világszerte olyan rangos fesztiválokon és koncerttermekben játsszák, mint a Radio France központjában (La Maison de la Radio) a Présences Fesztivál, a müncheni Musica Viva és Herkulessaal, a Luzerni Fesztivál-Akadémia, a CAFe Budapest Kortárs Művészeti Fesztivál, a Mini-Fesztivál, a Magyar Állami Operaház, a párizsi Cité de la musique és a New York-i Juilliard School. Magyar és külföldi zenekarok egyaránt műsorra tűzik műveit – többek között: az Ensemble InterContemporain, a London Sinfonietta, az Ensemble Modern, a Klangforum Wien, a Münchener Kammerorchester, a Bajor Rádió Szimfonikus Zenekara, a Doelen Ensemble, az UMZE kamaraegyüttes vagy a Budapesti Fesztiválzenekar. 2017. június 26-án a világhírű zürichi Tonhalléban a Chuang Tzu's Dream című darabja hangzott el – olyan zeneszerzők darabjai mellett, mint Eötvös Péter, Kurtág György, Balogh Máté, Horváth Balázs és Tornyai Péter. A koncerten Eötvös Péter dirigált. 2018-ban a Lethe című művét a Luzerni Fesztivál-Akadémia zenekara adta elő az Elbai Filharmóniában. Színházi kísérőzenéi megszólaltak a Nemzeti Színház, Vígszínház, Budapesti Operettszínház, Budapest Bábszínház és a Magyar Állami Operaház előadásaiban. 2017-ben a Halj már meg! film zenéjéért Magyar Filmdíj a legjobb zeneszerzőnek kategóriájában jelölték. 2020 márciusában a Mostantól című száma, amelynek zenéjét Rácz Gergővel közösen írta, A Dal 2020-as versenyében első helyezett lett és ezzel megkapta az év magyar slágere címet is, illetve nem sokkal ezután „az év hazai modern pop-rock albuma vagy hangfelvétele” Fonogram-díjasa lett. 2025-ben The Cheerleaders című kompozíciójáért elnyerte az Artisjus-díjat „Az év komolyzenei műve” kategóriában.
A műfaji sokszínűségben érzi magát komfortosan: a popzenétől a kortárs zenéig több stílusban alkot, ami ritkaságnak számít. Elsősorban klasszikus kortárs zeneszerzőnek tartja magát. Nem keresi a különböző területek közötti átjárhatóságot, elkülöníti a klasszikus zenei gondolkodást és az alkalmazott zeneszerzési feladatokat. Ugyanakkor, mivel látszólag szerteágazó tevékenységei abból a kíváncsiságból táplálkoznak, hogy miként lehet a közönség figyelmét megragadni, ez elősegíti abban, hogy új szemléletmóddal komponált alkotásokat hozzon létre, missziójának tekintve az Y és Z generáció integrálását a komolyzenei életbe, hogy számukra is vonzóvá és befogadhatóvá tegye azt.
Tagja az Artisjus Komolyzenei Szerzői Véleményező Bizottságának, valamint a Magyar Zeneszerzők Egyesületének és a Magyar Filmakadémia Egyesület zeneszerző szekciójának.

## Főbb művei

### Kamarazenék
| Műcím                        | dátum |
| ---------------------------- | ----- |
| A pillangó álma              | 2005  |
| Psycho Symbioses             | 2006  |
| El Tango de Viudas Engañadas | 2007  |
| Message, Message 02          | 2007  |
| Preludes                     | 2007  |
| Inszomnia – kommentárokkal   | 2008  |
| Inszomnia                    | 2008  |
| Selyem                       | 2008  |
| The Secret                   | 2009  |
| Something happened...        | 2009  |
| Manifestations               | 2010  |
| ...in paradise               | 2010  |
| Ritual                       | 2010  |
| Tanulmány                    | 2011  |
| Visions                      | 2012  |
| Phantasm                     | 2013  |
| Varródermia                  | 2018  |
| Titan                        | 2020  |
| Fons                         | 2020  |
| Aeolus                       | 2021  |
| A csillagos ég alatt         | 2021  |
| De Agnete                    | 2021  |
| Monochronic                  | 2022  |
| Judas                        | 2022  |
| Airambulum                   | 2024  |
| The White Chaconne           | 2024  |
| After the Rain               | 2025  |

### Ensemble kompozíciók
| Műcím              | dátum |
| ------------------ | ----- |
| Equivalence        | 2007  |
| Chuang Tzu's Dream | 2008  |
| Trance             | 2013  |
| Reflections        | 2013  |
| Hypnos             | 2014  |
| Laniakea           | 2015  |
| Hesperus           | 2017  |
| The Cheerleaders   | 2024  |

### Zenekari művek

#### Művek zenekarra
| Műcím                          | dátum |
| ------------------------------ | ----- |
| Az Éj monológja                | 2011  |
| Suite                          | 2012  |
| Sounds of Generation Y         | 2015  |
| Tabula Smaragdina              | 2018  |
| Sounds of Generation Y Part II | 2018  |
| Love of Hephaestus             | 2023  |

#### Művek vonószenekarra
| Műcím      | dátum |
| ---------- | ----- |
| Lethe      | 2014  |
| About Time | 2023  |

### Vokális művek

#### Kórusművek
| Műcím           | dátum |
| --------------- | ----- |
| Béke            | 2013  |
| Az otthon éjjel | 2014  |
| Lacrimosa       | 2015  |
| Örök zene       | 2020  |
| O Oriens        | 2021  |
| Nyári sanzon    | 2023  |
| Dies Irae       | 2024  |

#### Operák
| Műcím                | dátum |
| -------------------- | ----- |
| A tavasz ébredése    | 2012  |
| Poppea megkoronázása | 2019  |

#### Musicalek
| Előadás                      | színház                                     | bemutató dátuma |
| ---------------------------- | ------------------------------------------- | --------------- |
| Who the F**k is Lady Domina? | Színház– és Filmművészeti Egyetem, Budapest | 2009            |
| Better than Sex              | Courtyard Theatre, London                   | 2010            |
| A Macskadémon                | Madách Színház, Budapest                    | 2010            |
| A Macskadémon                | Budapesti Operettszínház                    | 2018            |
| szabadakarat >>>>            | Erkel Színház, Budapest                     | 2023            |

#### Dalok
| Műcím                   | szöveg            | keletkezés éve |
| ----------------------- | ----------------- | -------------- |
| A molnárlány áriája     | Weöres Sándor     | 2008           |
| Botond vészdala         | Havasi Attila     | 2010           |
| [anya milyen]           | Karafiáth Orsolya | 2012           |
| Az ismeretlen kedveshez | Weöres Sándor     | 2013           |
| Ave Maria               | Liturgikus szöveg | 2024           |

#### Popzenék
| Műcím            | előadó(k)                  | megjelenés dátuma |
| ---------------- | -------------------------- | ----------------- |
| Valami más       | Polyák Lilla               | 2013              |
| It Can't Be Over | Fool Moon                  | 2014              |
| Bolondod voltam  | Rácz Gergő, Ív             | 2016              |
| Emlékkép         | Kocsis Tibor               | 2016              |
| Crack my code    | Tolvai Reni                | 2017              |
| Everest          | Tolvai Reni                | 2017              |
| Mostantól        | Rácz Gergő és Orsovai Reni | 2019              |
| Maradj           | Polyák Lilla               | 2021              |

### Színházi zenék
| Előadás                | színház                                     | bemutató dátuma |
| ---------------------- | ------------------------------------------- | --------------- |
| Özvegyek               | Színház- és Filmművészeti Egyetem, Budapest | 2007            |
| Berzsián és Dideki     | Nemzeti Színház, Budapest                   | 2009            |
| Ármány és Szerelem     | Művészetek Palotája, Budapest               | 2009            |
| Magyar Ünnep           | Nemzeti Színház, Budapest                   | 2010            |
| Mephisto               | Nemzeti Színház, Budapest                   | 2013            |
| Danton halála          | Vígszínház, Budapest                        | 2013            |
| Lumpáciusz Vagabundusz | Vígszínház, Budapest                        | 2014            |
| A képzelt beteg        | Budapest Bábszínház, Budapest               | 2016            |
| Holle anyó             | Budapest Bábszínház, Budapest               | 2017            |
|                        |                                             |                 |

### Filmzenék
| Filmcím       | nemzetiség, műfaj rendező; gyártó(k)                              | bemutató |
| ------------- | ----------------------------------------------------------------- | -------- |
| Indián        | magyar tragikomédia P. Szabó István; Placebo Stars, Sparks        | 2013     |
| Halj már meg! | magyar játékfilm Kamondi Zoltán; FocusFox Studio, Honeymood Films | 2016     |

## Diszkográfia
| Műcím                                                     | Album                                                     | Kiadó                                   | Év   | Egyéb          |
| --------------------------------------------------------- | --------------------------------------------------------- | --------------------------------------- | ---- | -------------- |
| Mate Bella: Moods / Stimmungen                            | Mate Bella: Moods / Stimmungen                            | TON 4 Records                           | 2005 |                |
| Message Message 02                                        | Fiatal magyar zeneszerzők cimbalomművei                   | Hungaroton                              | 2009 | Móri Beáta     |
| Chuang Tzu's Dream                                        | Új Magyar Zenei Fórum 2009 zeneszerzőverseny              | BMC HMIC                                | 2010 | CD 1           |
| Contemporary Classics I: Moods                            | Contemporary Classics I: Moods                            | Erwin Pitsch Publishing / TON 4 Records | 2012 |                |
| Valami más (kislemez)                                     | Valami más (kislemez)                                     | Sony Music                              | 2013 | Polyák Lilla   |
| It Can't Be Over (kislemez)                               | It Can't Be Over (kislemez)                               | Schubert Music Publishing               | 2014 | Fool Moon      |
| Emlékkép                                                  | 3                                                         | GoldRecord Hungary                      | 2016 | Kocsis Tibor   |
| Bolondod Voltam (Sante Cruze Remix) (Feat. Ív) (kislemez) | Bolondod Voltam (Sante Cruze Remix) (Feat. Ív) (kislemez) | Schubert Music Publishing               | 2016 | Rácz Gergő, Ív |
| Crack my code (kislemez)                                  | Crack my code (kislemez)                                  | Magneoton                               | 2018 | Tolvai Reni    |
| Everest (kislemez)                                        | Everest (kislemez)                                        | Magneoton                               | 2018 | Tolvai Reni    |
|                                                           |                                                           |                                         |      |                |

## Díjai
- I. díj – Weiner Leó Konzervatórium zeneszerzőversenye, Budapest (2002)
- I díj – VI. Fiatal Zongoristák és Zeneszerzők Nemzetközi Versenye (Farbotony), Kaniv, Ukrajna (2003)
- III. díj – Országos improvizációs verseny, Budapest (2003)
- Különdíj – Országos zeneszerzésverseny, Budapest (2004)
- Különdíj – Vántus István Zeneszerzőverseny, Magyar Zeneszerzők Egyesülete és Vántus István Társaság, Szeged (2006)
- III. díj – Országos zeneszerzésverseny, Budapest (2006)
- Megosztott I. díj – LFZE zeneszerzőverseny, Budapest (2007)
- „A legjobb dalszerző” – Színház- és Filmművészeti Egyetem, Budapest (2007)
- Különdíj – Ifjúsági Kortárs Zenei Estek, Budapest (2007, 2008, 2009)
- Különdíj – 9. Zdarzenia Nemzetközi Színház- és Képzőművészeti Fesztivál Tczew-Europa(wd), Tczew (2007)[51]
- Különdíj – Wekerle-telep centenáriuma, Wekerle-induló pályázat, Wekerlei Társaskör Kulturális Egyesület, Budapest (2008)
- I. díj – LFZE zeneszerzőverseny, Budapest 2009
- I. díj, kamarazene kategória – UMZF-zeneszerzőverseny, Budapest (2009, 2013)
- Istvánffy Benedek-díj (Chuang Tzu's Dream, 2010; A tavasz ébredése, 2013)
- Junior Prima díj (2010)
- A legjobb három mű között a 30 évnél fiatalabb szerzők kategóriájában – Nemzetközi Kortárszenei Seregszemle, Nemzetközi Zenei Tanács(wd), Lisszabon (Chuang Tzu's Dream, 2010; Trance, 2014)[3][52][53]
- III. díj – musical pályázat, Madách Színház, Budapest (Macskadémon, 2010)[54]
- Megosztott III. díj – LFZE zeneszerzőverseny, Budapest (2010)
- Legjobb színházi zene – Színikritikusok Díja (Magyar ünnep, 2011)[55]
- I. díj – Generace zeneszerzőverseny, Ostrava (2013, 2015)
- Artisjus-díj az év junior komolyzenei alkotója (2015)[56]
- Erkel Ferenc-díj (2016)[57]
- Bartók Béla–Pásztory Ditta-díj (2019)[58]
- Az év magyar slágere – A Dal, Petőfi Zenei Díj (Mostantól, 2020)[22]
- Az év hazai modern pop-rock albuma vagy hangfelvétele – Fonogram – Magyar Zenei Díj (Mostantól, 2020)[23][59]
- Az év komolyzenei műve – Artisjus-díj (The Cheerleaders, 2025)[60]